# Nicola Bombacci
Nicola Bombacci (även Nicolò), född 24 oktober 1879 i Civitella di Romagna i Emilia-Romagna, död 28 april 1945 i Dongo i Lombardiet, var en italiensk marxistisk socialist som var medlem i det italienska socialistpartiet under slutet av 1800-talet och den första delen av 1900-talet. Senare blev han övertygad kommunist och var en av grundarna till det italienska kommunistpartiet. Därefter lyckades han byta sida ytterligare en gång och avrättades av den italienska motståndsrörelsen som lojal anhängare till Benito Mussolini, efter att ha blivit gripen tillsammans med denne den 28 april 1945. Kroppen forslades därefter till Milano där den blev upphängd bredvid kvarlevorna efter Mussolini och dennes älskarina Claretta Petacci.

## Marxist, socialist och kommunist
Bombacci var marxistisk socialist och medlem i Italienska socialistpartiet fram till 1920-talet. Som vän och lärjunge till Lenin blev han övertygad kommunist och var en av grundarna till det italienska kommunistpartiet 1921. Samma år blev han invald som ledamot av deputeradekammaren, där han blev sekreterare för partiets parlamentsgrupp. På partikongressen 1922 blev han även invald i partiets centralkommitté och i januari 1924 ledde han den italienska delegationen vid Lenins begravning i Moskva.

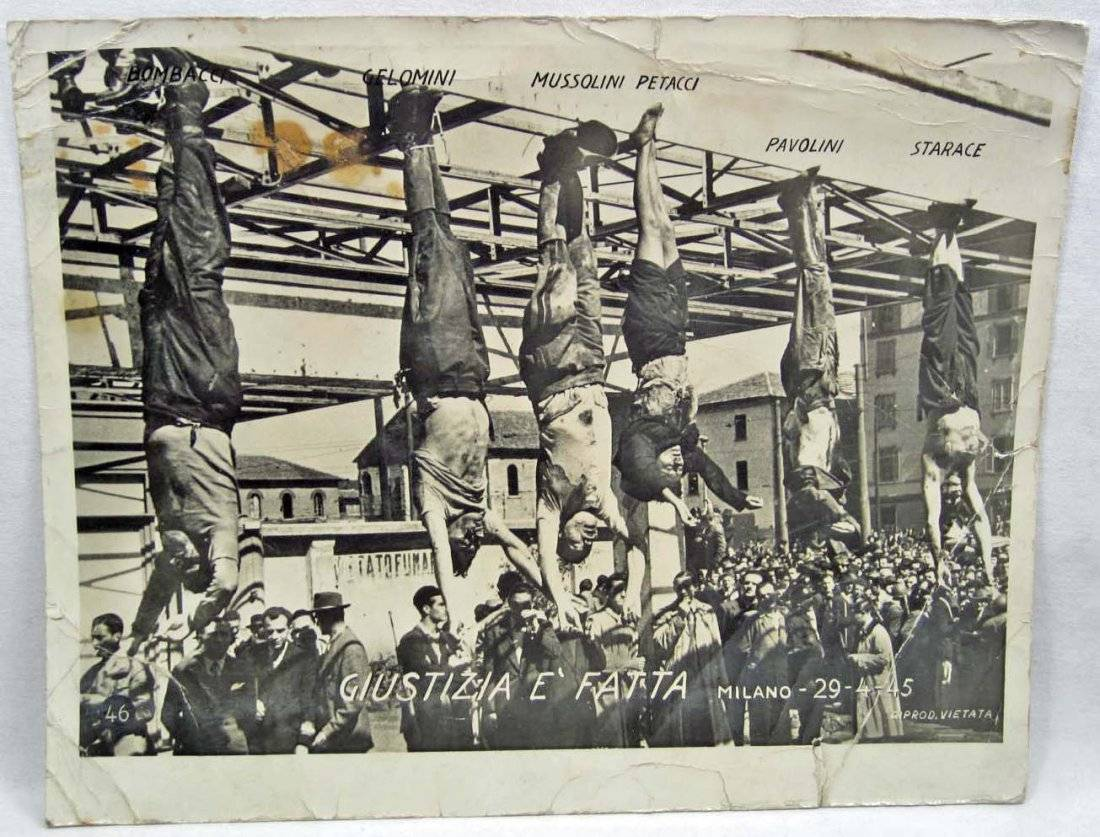
Bombaccis kropp (längst t. v.) bredvid Mussolini och andra avrättade fascister i Milano, 1945.

Efter det fascistiska maktövertagandet 1922 och särskilt efter parlamentsvalet 1924 där fascistpartiet fick majoritet tack vare en ny vallag blev det allt svårare för oppositionspartierna att verka. Efter att ha mist sin parlamentsplats fick Bombacci arbete vid den sovjetiska ambassaden, men som representant för kommunistpartiets högerflygel blev hans position efterhand allt mer prekär och 1927 uteslöts han ur partiet.

## Vänskapen med Mussolini
Trots att Bombacci tillhörde den politiska oppositionen och genom detta utgjorde föremål för förföljelse från den fascistiska regimen, hade Bombacci tidigare varit nära vän med Benito Mussolini när de bägge hade varit medlemmar i socialistpartiet, men vänskapen sträckte sig längre tillbaka än så. Bombacci var visserligen något år äldre än Mussolini men de var bägge födda i två närliggande orter, Civitella di Romagna respektive Predappio, i provinsen Forlì-Cesena och hade gått i samma skola. Bägge kom att utbilda sig till skollärare och som partikollegor i socialistpartiet organiserade de även agitationsmöten där de agerande tillsammans som talare.
Mussolinis brytning med socialistpartiet hade kommit när han i ledarartiklar börjat förespråka ett italienskt inträde i första världskriget, och genom fascistpartiets grundande 1921 fullbordades den politiska resan. Under samma tid hade Bombacci färdats i diametralt motsatt riktning varvid han 1921 stod som en av grundarna till det italienska kommunistpartiet. De två barndomsvännernas vägar skulle dock korsas igen efter att Mussolini blivit avsatt av Fascismens stora råd, den 25 juli 1943.

## Från Salò till Piazzale Loreto
Efter fallet insattes Mussolini av Nazityskland som härskare för Italienska sociala republiken, ett tyskt lydrike med säte i Salò. Under förespegling att det i själva verket rörde sig om en rekonstituerad fascistregim upprättades ett nytt republikanskt fascistparti. För att försöka vinna legitimitet ville Mussolini anknyta dels till demokratiska ideal men också till fascismens progressiva rötter. I detta lyckades han rekrytera socialisten Bombacci, vilken bland annat medverkade vid den konstituerande partikongressen i Verona, den 14-15 november 1943.
Bombacci och Mussolini hade bägge börjat som antimonarkistiska och antiklerikala socialister, men Mussolini hade som fascist både varit kungens premiärminister samt återlegitimerat romersk-katolska kyrkan genom Lateranfördraget och ett konkordat med den italienska staten, tills han efter fallet från makten återvänt till ungdomens republikanska och progressiva ideal, och i detta ideologiska återtåg hade han även lyckats få med sig marxisten och ex-kommunisten Bombacci. Detta ideologiska svajande blir exempel på hur Mussolini under sin politiska karriär värvade stöd från representanter ur stort sett samtliga politiska läger när det passade hans syften.
Bombacci var med Mussolini till slutet när de blev tillfångatagna av partisaner i Dongo vid Comosjön, den 28 april 1945. Bombacci, ställdes inför exekutionspluton på orten medan Mussolini avrättades i Giulino di Mezzegra. Bägge blev sedan förda till Milano där de hängdes upp vid Piazzale Loreto till allmän beskådan. Bombaccis slutord framför exekutionsplutonen var "Viva Mussolini! Viva il Socialismo!" (svenska: "Leve Mussolini! Leve socialismen!").